# Smok

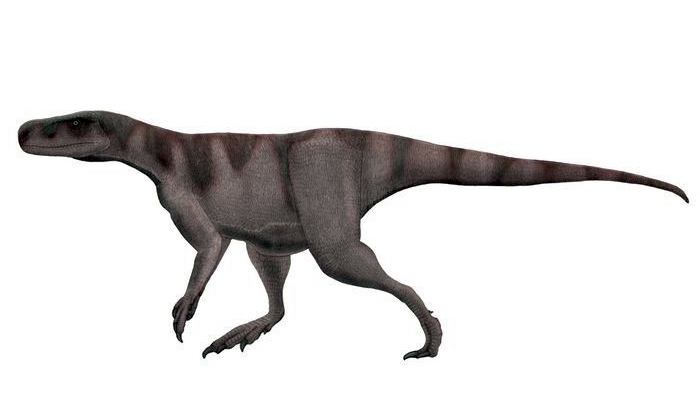
Реконструкция

Smok (пол. smok, змей, дракон) — род крупных плотоядных архозавров, чьи окаменелые остатки найдены в верхнетриасовых отложениях (228,0—201,3 млн лет назад) возле деревни Лисовице (Польша). Типовым и единственным видом является Smok wawelski.

## Описание

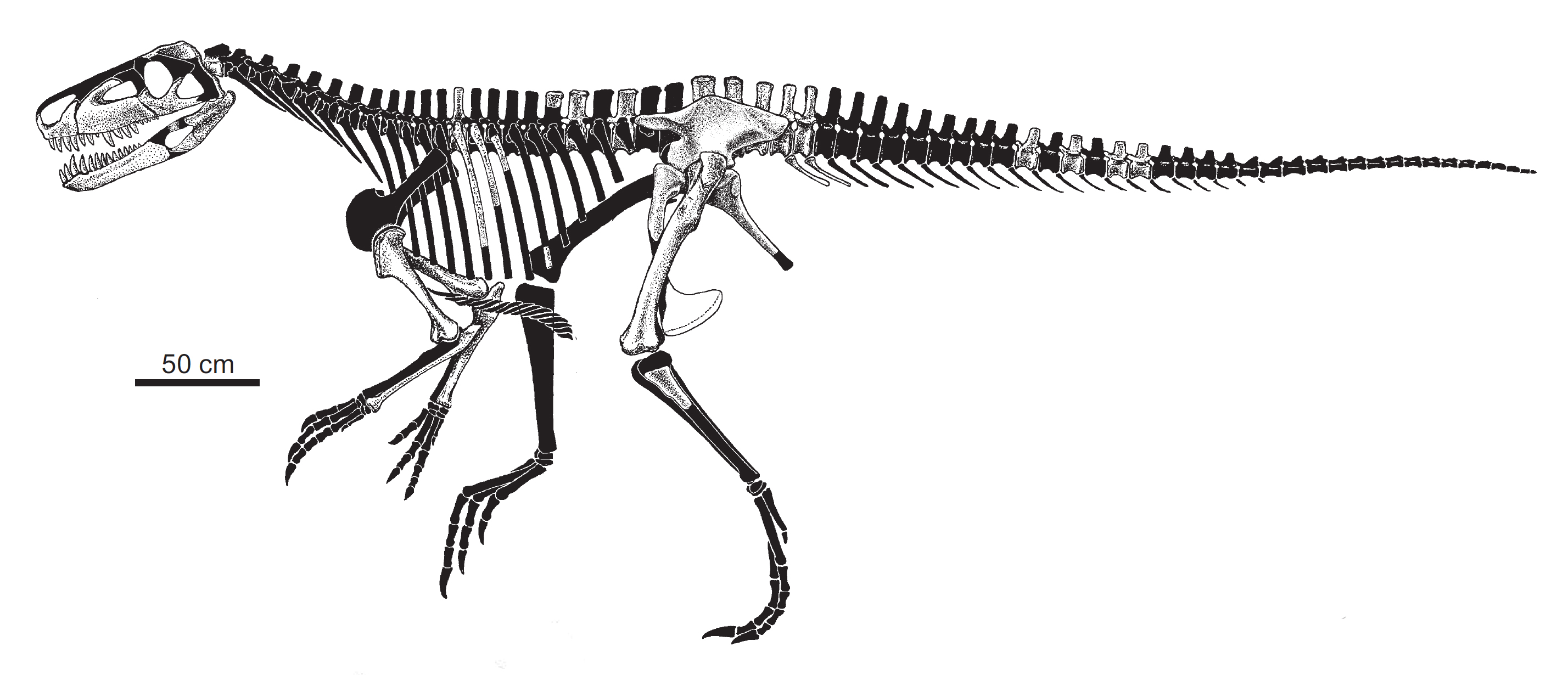
Скелетная реконструкция, белым цветом показаны известные элементы

С приблизительной длиной в 5—6 метров Smok был крупнейшим хищным архозавром Центральной Европы, жившим в то время. Он был больше любого другого известного тероподового динозавра или псевдозухида, живущих в этом регионе во времена позднего триаса или ранней юры. Длина черепа животного составляет от 50 до 60 сантиметров.
Авторы описания определили признаки, по которым отнесли новый таксон к архозаврам. Эти черты включают: зубы с пилообразной насечкой; контакт между скуловой и квадратно-скуловой костями в задней части черепа; наличие предглазничного отверстия; верхнечелюстные кости, соединяющиеся вдоль нёбного отростка и округлый выступ на верхней части бедренной кости.
Черепная коробка животного имеет множество продвинутых черт. Наиболее заметной является воронкообразная конструкция на нижней части мозговой коробки, образованное очень широкой округлой базисфеноидной костью. Глубокая борозда, называемая базисфеноидным углублением, прорезает заднюю часть этой воронки. Над воронкой находится очень тонкий участок черепной коробки, который образован глубокими углублениями в базисфеноиде.

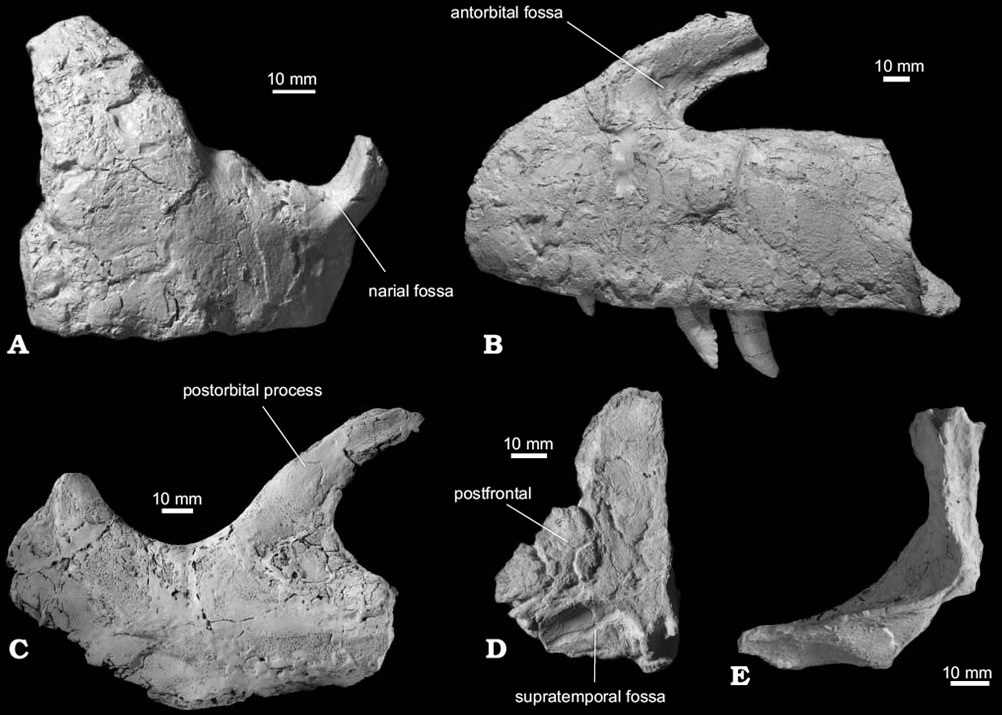
Элементы черепа в нескольких проекциях

Помимо этого, у Smok есть несколько особенностей, которые он делит между динозаврами и крокодиломорфными архозаврами, что затрудняет классификацию. Сходство с тероподами включает в себя бороздку, или антитрохантер, на подвздошной кости бедра, которая является частью вертлужной впадины (углубления, в котором головка бедренной кости прикрепляется к бедру). Как и тероподы, Smok имеет передний трохантер на бедренной кости. Некоторые крупные тероподы разделяют с ним такую особенность, как глубокие впадины базисфеноидов в черепной коробке. Бедро Smok несёт гребень на боковой поверхности подвздошной кости над вертлужной впадиной. Этот гребень является определяющим признаком для группы Rauisuchia, образуя опору для бедра и давая возможность этим животным передвигаться вертикально.
Другие особенности этого животного выглядят так, будто исключают его из группы архозавров. Предчелюстная и верхнечелюстная кости плотно прилегают друг к другу, неся непрерывный ряд равномерно расположенных зубов. У ранних теропод и орнитозухид имелся беззубый промежуток (диастема), что отличает их от Smok. Кости верхней челюсти группы Rauisuchia не связаны тесно, между ними имеется небольшое отверстие, которого нет у Smok. Также, в отличие от многих теропод и псевдозухий, черепная коробка Smok не имеет пневматизированных областей. Помимо этого, некоторые особенности связывают его с примитивными архозавроморфами, включая наличие постфронтальной кости на черепе и закрытой вертлужной впадине в бедре.

## Открытие и наименование

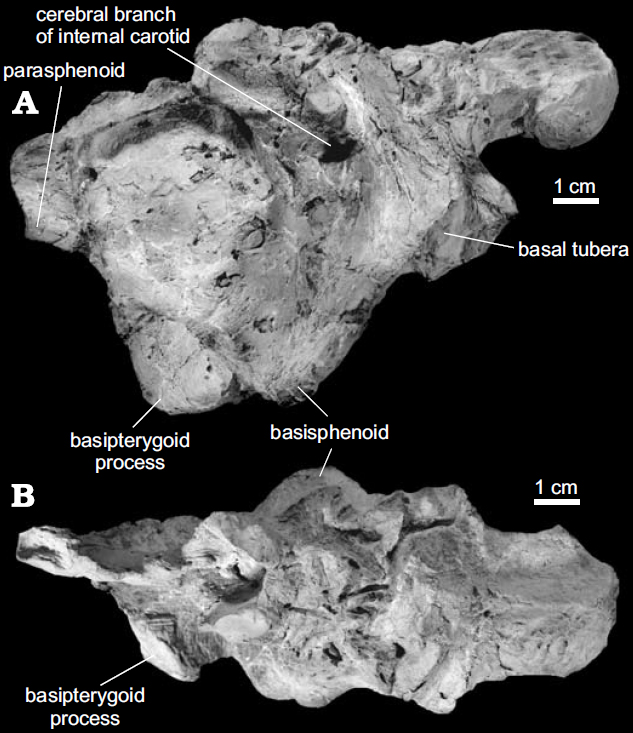
Черепная коробка

Окаменелые остатки неизвестного животного были найдены возле деревни Лисовице, в местности, которую датируют поздним норийским — ранним рэтским веками триасового периода. Было известно, что эта область содержала триасовые ископаемые, поскольку она была описана в 2008 году. Первый материал, который позже отнесут к Smok, включал фрагменты черепа и челюстную кость. Найденный в 2007, материал был описан в 2008 году как принадлежавший неизвестному тероподу на основании строения черепной коробки и лобной кости. Считалось, что материал принадлежал двум разным особям. Было отмечено сходство между черепной коробкой нового животного и аллозавра. Когда об открытии объявили впервые, животное неофициально назвали «дракон из Лисовица» и посчитали первым звеном в цепочке видов, которые в конечном счёте привели к тираннозавру. Окаменелые остатки других частей тела нашли в 2009—2010 годах. Помимо этого, палеонтологи обнаружили 5 окаменелых следов, принадлежавшие трёхпалому архозавру, расположенные на 1 метр выше того слоя, где был найден Smok. Следы могут принадлежать этому животному, однако отсутствие найденных костей стопы делает эту связь неопределённой.

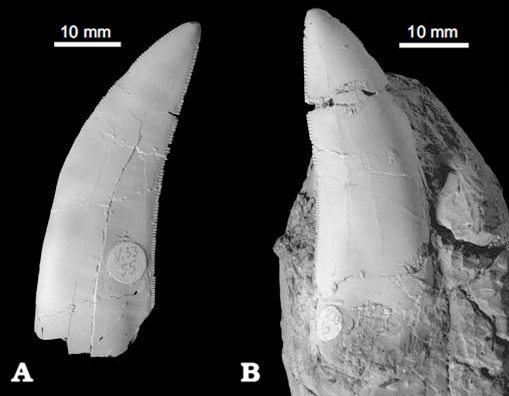
Изолированные зубы

Smok известен по голотипу ZPAL V.33/15 — почти полной черепной коробке, которая связана с частичным скелетом, включающем кости черепа и посткраниальный материал. Все образцы были найдены в одном месте — глиняном карьере Lipie Śląskie — и, вероятно, принадлежали одной особи. Новый таксон в 2011 году назвала и описала группа польских палеонтологов под руководством Гжегожа Недведского. Название биномену дано в честь мифологического польского дракона, который, согласно преданию, жил неподалёку от места раскопок.

## Палеоэкология
Smok был крупнейшим хищником своей экосистемы. Другими хищными архозаврами Центральной Европы были динозавр Liliensternus и представители группы Rauisuchidae — Polonosuchus и Teratosaurus, но эти животные были намного меньше, чем Smok. Он был одним из крупнейших архозавров в мире в эпоху позднего триаса; архозавры крупнее него появились только после ранней юры. Smok делил экосистему с мелкими хищными динозавроморфами и архозаврами из группы Poposauroidea, а также с крупными растительноядными дицинодонтами.

## Палеобиология
Изучение копролитов, приписываемых этому животному, показывает, что Smok был активным остеофагом. Исследование костных фрагментов в копролитах показало, что способность удерживать пищу в пищеварительной системе архозавра значительно варьировала в зависимости от доступности и типа пищи. Разнородная смесь костей, одни из которых принадлежали рыбе, а другие — дицинодонтам и темноспондилам, указывает на то, что Smok был неразборчивым хищником. Его собственные зубы были также обнаружены в копролитах, что говорит о том, что ящер мог проглотить свои сломанные зубы во время еды. Большое количество костей в рационе указывает на то, что соль и костный мозг из костей растительноядных животных были важным компонентом рациона архозавра — данная особенность часто встречается у млекопитающих, однако у древних архозавров она изучена плохо. Полученные результаты были опубликованы в журнале Scientific Reports в 2019 году.